# Primavera para Madrid (cómic)
Primavera para Madrid es una novela gráfica publicada por Magius en 2020 en la editorial Autosaider cómics, que obtuvo el Premio Nacional de Cómic en 2021. La obra desarrolla un relato fuertemente irónico del ambiente de corrupción económica y política de la España de primeros años del siglo XXi. Aunque ficticia, la historia se basa en casos reales de corrupción, incluyendo especialmente los del monarca Juan Carlos I y los de muchos integrantes de la clase política y la élite económica de Madrid.
La edición es materialmente innovadora, pues adopta la forma de un lingote de oro: tanto la cubierta en tapa dura como las páginas y lomo están en un llamativo color dorado que refleja el afán de riqueza y poder de sus protagonistas.

## Argumento
El cómic entrecruza e hila diversas historias de corrupción, inspiradas en sucesos denunciados en los primeros años 2000, a través de personajes ficticios pero que se dibujan con gran parecido a los personajes reales en que se basan: Un poderoso constructor propietario de edificios en Madrid, con un yerno que tiene relación con una dermatóloga que es acosada por un comisario corrupto, que a su vez hace favores a empresarios, banqueros y a un adolescente que finge ser un importante espía y se hace invitar a la coronación del nuevo rey. Este sucede a su padre después de que este tuviera que abdicar por sus infidelidades y el cobro de gigantescas comisiones. Estos personajes y muchos otros retratan con ironía y sarcasmo el afán desmedido de riqueza y poder de una élite ambiciosa y finalmente caída en desgracia tras protagonizar tramas donde están muy presentes el sexo, la violencia o la manipulación de periodistas, funcionarios, empresarios y políticos.
El autor manifiesta una voluntad crítica al crear la obra: «Lo que me interesa es cómo funciona el poder y cómo debe ser la gente que pertenece a la élite. En las crónicas de sociedad siempre se muestra el aspecto más blanco o rosa de sus vidas. Los romances y fiestas a las que asisten esos empresarios, toreros, miembros de la jet set y aristócratas. Gente con una existencia ociosa que, hasta ahora, nunca había sido cuestionada, al menos oficialmente».

## Recepción
Recibió el Premio Nacional de Cómic en 2021. La crítica resaltó su valor de retrato de una época, afirmando que cuando se reedite tendrá que ir cargado de «notas a pie de página, de prólogos contextualizadores, o de dramatis personae. Porque solo así, sabiendo que esto sucedió realmente, la fuerza crítica de Primavera para Madrid seguirá desplegando toda su potencia». Ha sido calificada como «obra provocadora, como toda verdad incómoda» y leída como crítica ácida que muestra a España como «un mosaico de manipulaciones, zorrerías y fuentes que despiden dinero como si soltasen concesiones para rotondas».